# Lesley Riddle
Lesley Riddle fue un guitarrista y cantante de blues muy influyente en el mundo de la música folk americana.
Fue amigo de la Familia Carter, uno de los grupos más influyentes del Hillbilly, y profesor de guitarra de Maybelle Carter, a quien enseñó el estilo fingerpicking que la hizo famosa. Fue, además, el principal suministrador del repertorio de folk negro del grupo.
Solamente grabó un álbum bajo su nombre, para el sello Rounder (Step by step), pero según los especialistas es de los más brillantes de la historia del blues, repleto de baladas, ragtime y blues, al Estilo Piedmont.